# René de Buzelet
René de Buzelet, né le 24 mai 1907 à Paris (16e arr.) et mort le 8 avril 1995 à Rébénacq (Pyrénées-Atlantiques), est un joueur de tennis français.

## Carrière
Il a participé à sept reprises aux Internationaux de France de tennis entre 1925 et 1934. Il participe également à deux reprises au tournoi de Wimbledon et atteint les huitièmes de finale en 1928 et le 3e tour en 1929. Il dispute enfin l'US Open en 1928.
Il est finaliste des Internationaux de France de tennis en double avec Henri Cochet en 1928 (4-6, 6-3, 2-6, 6-3, 4-6). La Fédération française essaie de préparer l'avenir en l'imposant à Cochet (27 ans) mais les anciens, Jean Borotra (30 ans) et Jacques Brugnon (33 ans), confirment leur paire de double en équipe de France en les battant en finale. En 1930, il est demi-finaliste du tournoi de double avec Jean Borotra. Le matin de son quart de finale l'opposant à la paire Bill Tilden/Wilbur Coen, il est retenu à la caserne où il effectue son service militaire. Il parvient finalement à rejoindre le stade accompagné de son adjudant.
En 1928, il devient champion de France sur courts couverts en l'absence des Mousquetaires. En 1931, il bat Borotra (6-2, 6-4) en demi-finale de la Coupe de Noël.
Il était secrétaire de banque dans le civil.

## Palmarès

### Titres en simple
- 1928 : Championnat de France sur courts couverts, bat Pierre-Henri Landry (6-4, 4-6, 3-6, 6-3, 7-5)
- 1929 : Villa d'Este, bat Johann Philip Buss (6-1, 6-2, 6-1)
- 1931 : Coupe de Noël, bat André Merlin (6-1, 6-3)

### Finales en simple
- 1933 : Championnat de France sur courts couverts, perd contre Jean Borotra (6-2, 4-6, 6-2, 6-1)
- 1934 : Coupe de Noël, perd contre Jacques Brugnon (3-6, 6-1, 6-1, 7-5)